# Río Pasur

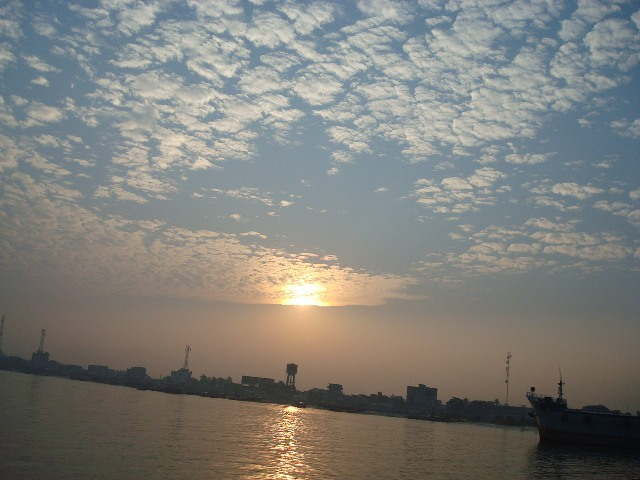
Río Pasur

El río Pasur (en bengalí, río del Animal) es un río del suroeste de Bangladés y un distributario del Ganges. Continúa el río Rupsa. Todos sus distributarios son de marea. Se encuentra con el río Shibsa en el manglar de Sundarbans, y cerca del mar el río se convierte en el río Kunga. Es el río más profundo de Bangladés.
Aunque discurre por una zona muy densamente poblada, alberga el Sundarbans Firefly Sanctuary, un santuario de vida silvestre para la preservación de la vida silvestre regional, como por ejemplo el tigre de Bengala.
El clima de la zona es tropical monzónico. La temperatura media anual de la región es de 23 °C. El mes más cálido es abril, cuando la temperatura promedio es de 26 °C, y el más frío es enero, con 19 °C. La precipitación media anual es de 2.641 milímetros. El mes más lluvioso es junio, con un promedio de 533 mm de precipitación, y el más seco es diciembre, con 10 mm de precipitación.